# Henry-Herbert Crooks
Henry-Herbert Crooks, né à Calais le 24 octobre 1903 et décédé à Toulon le 22 août 1959, est une figure de la résistance lyonnaise.

## Biographie

### Jeunesse
Septième garçon d’une fratrie de neuf enfants, Henry Crooks nait à Calais où il hérite de la double nationalité franco-britannique de son père. Scolarisé dans sa ville natale, il passe aussi quelques années à Nottingham, ce qui lui permettra d’être parfaitement bilingue. Au lendemain de la Première Guerre mondiale, il s’établit en Belgique, à Bruges où il travaille dans une entreprise du port et acquiert rapidement une bonne pratique du parler flamand local ; malgré sa jeunesse, il fait également office d’agent consulaire (proconsul) britannique. Le 10 février 1923, il épouse, à Bruges, Godelieve Desmet qui lui donnera deux enfants, puis il retourne à Calais pour y effectuer son service militaire. À l’issue de celui-ci, le couple regagne la Belgique et s’établit à Bruxelles où Henry Crooks ne tarde pas à trouver un emploi au consulat des États-Unis.

### Guerre et résistance
En mai 1940, H. Crooks et sa famille partent pour la France où un train de réfugiés les conduit jusqu’à Toulouse. Son épouse et ses enfants ayant trouvé asile chez des agriculteurs de Mondouzil, H. Crooks est alors incorporé à la compagnie de dépôt du 13e R.I. puis dirigé sur le dépôt des chars no 511 à Gien. Replié sur Toulouse peu avant la chute de Gien, il est démobilisé le 17 juillet 1940, retrouve les siens et prend bientôt le chemin de Lyon où on lui offre le même poste que celui qu’il occupait à Bruxelles.
Affecté au consulat général des États-Unis (où il s’occupe des questions commerciales et des visas), H. Crooks s’associe tout de suite à diverses actions de résistance. En liaison avec le commandant François Besson du Deuxième Bureau et avec le commissaire Louis Triffe de la Surveillance du Territoire (DST), il fournit divers renseignements qui permettent d’arrêter plusieurs agents de l’Abwehr et achemine vers l’ambassade américaine de Berne (général Barnwell R. Legge) certains documents confidentiels. Avec l’agent belge Jacques Lagrange et les vice-consuls Constance R. Harvey et Georges Whittinghill, il contribue également à l’exfiltration vers l’Espagne de nombreux pilotes de la Royal Air Force ainsi que d’agents britanniques et belges. Ces activités le mettent alors en contact, entre autres, avec la célèbre Virginia Hall et le Canadien Frank Pickersgill, mais aussi avec des résistants lyonnais comme le Dr Jean Rousset et Robert Leprovost.

### Arrestation et déportation
Après l’invasion de la zone libre, la fermeture du consulat et l’internement des diplomates américains (11 novembre 1942), H. Crooks est officiellement chargé des intérêts américains, sous la tutelle du consulat de Suisse. Sous le pseudonyme de « Wallace », il poursuit ses activités de résistance et maintient notamment le contact avec Berne. Cette action s’interrompt toutefois en juin 1943 à la suite de la trahison d’un agent double (P. Plouvier) : le 7 juin, H. Crooks et sa principale collaboratrice, Marguerite Sandoz, sont arrêtés par la police allemande. Longuement interrogé par le Sicherheitsdienst, auquel il ne livre rien, H. Crooks est alors placé à l’isolement à la prison Montluc où il va demeurer jusqu’au 13 septembre 1943 ; durant ce séjour, ses plus proches voisins sont le général Desmazes et le capitaine André Devigny. À la fin de l’été, H. Crooks est transféré à la prison de Fresnes où il va rester du 15 septembre 1943 au 17 janvier 1944 ; dans la même galerie que lui sont détenus le ministre belge Paul-Émile Janson, ainsi que les généraux Aubert Frère et Armand Huyghé de Mahenge. Au bout de quatre mois, H. Crooks est conduit à Compiègne (Camp de Royallieu) d’où il repart le 27 janvier 1944 pour le camp de concentration de Buchenwald.
Arrivé à Buchenwald le 29 janvier 1944, après 66 heures d’un terrible voyage en wagon de marchandises (100 à 120 personnes par wagon, pas de vêtements, pas d’eau, pas de sanitaires), H. Crooks y est incarcéré sous le matricule 43 616. À Buchenwald, H. Crooks est enregistré comme détenu britannique et successivement affecté à différents Blocks (61 et 38 notamment) ; désigné comme interprète (Lager-Dolmetscher), il travaille également à l’usine Gustloff où ses compagnons de « banc » sont Jean Ganeval, le colonel Simonin et le capitaine Lulé-Dejardin. Outre ces militaires, H. Crooks compte aussi parmi ses proches amis les Lyonnais Jean Rousset et Jérôme Bérerd. Sa demande de transfert vers l’Ilag VII de Laufen ayant été rejetée par la direction de la Gestapo (juillet 1944), il restera à Buchenwald jusqu’au 15 avril 1945.
Ayant survécu aux rigueurs du camp et à diverses maladies, c’est finalement le 3 mai 1945 que H. Crooks regagne Lyon et retrouve sa famille. Réintégré au sein du consulat des États-Unis, il reprend aussitôt son poste qu’il occupera jusqu’à son décès en août 1959.
Rattaché par défaut au mouvement « Les Ardents » (car son réseau ne dépendait pas formellement des FFL), H. Crooks se verra attribuer la Médaille militaire et la Croix de guerre 1939-1945 avec palme ; honoré en 1950 de la Superior Service Award « pour avoir risqué sa vie au service de la cause alliée et pour son courage face aux épreuves de la captivité », il se verra également conférer (à titre posthume), en décembre 1960, la Distinguished Service Award, l’une des plus hautes distinctions jamais attribuées à un non Américain par le Département d’État.

## Distinctions
- Médaille militaire
- Croix de guerre 1939-1945 avec palme
- Croix du combattant volontaire de la Résistance
- Médaille de la déportation et de l’internement pour faits de Résistance
- Superior Service Award[Note 1]
- Distinguished Service Award[Note 2]